# Karl Heinz Hock
Karl Heinz Hock (* 13. Dezember 1930 in Rüdesheim am Rhein; † 31. Juli 2017 in Mainz) war ein deutscher Journalist und Publizist.

## Leben
Seine journalistische Laufbahn begann im Rheingau. Von 1963 bis 1980 leitete er das Büro der Nachrichtenagentur Deutsche Presse-Agentur (dpa) in Mainz, war landespolitischer Korrespondent für Rheinland-Pfalz und fungierte vier Jahre lang als Sprecher der Landespressekonferenz. Zwischen 1980 und 1986 arbeitete er als stellvertretender Chefredakteur der Allgemeinen Zeitung (Mainz).
Von 1986 bis Mitte 1996 wirkte er als Chefredakteur der Katholischen Nachrichten-Agentur (KNA) in Bonn; sein Nachfolger wurde Helmut S. Ruppert. Er baute die Nachrichtenagentur mit Landesbüros und Landesdiensten flächendeckend aus, auch ab 1989 in den neuen Bundesländern und Berlin. Er pflegte seine Freundschaften mit Karl Lehmann und Helmut Kohl. Er war langjähriger Vorsitzender des von Nachrichtenagenturen aus Deutschland (KNA), Österreich (Kathpress) und der Schweiz (Kipa), den Niederlanden (KNP) und Belgien (CIP) getragenen Centrum Informationis Catholicum (CIC) in Rom. Von 1994 bis 1998 war er Vorsitzender des Katholischen Pressebundes (KPB).
Von 1996 bis zu seinem Tod arbeitete Hock als freier Journalist. 2001 erschien sein Buch "Am liebsten heiter".

## Ehrungen und Auszeichnungen
- Bundesverdienstkreuz Erster Klasse des Verdienstordens der Bundesrepublik Deutschland (1986)
- Ehrenmitglied der Weltunion der Katholischen Presse (1996)
- Ernennung zum Komtur des Gregoriusordens durch Papst Johannes Paul II. für seine Verdienste um die Kirche im Bereich der Publizistik (1997)